# Панюков, Пантелеймон Николаевич
Панюков, Пантелеймон Николаевич (4 июня 1908, с. Нёбдино Усть-Куломского уезда Вологодской губернии  — 17 февраля 1974, Москва) — советский учёный-горняк, создатель нового раздела инженерной геологии - «инженерной геологии массива горных пород». Доктор геолого-минералогических наук, профессор Московского горного института.

## Биография
Панюков, Пантелеймон Николаевич родился 04 июня 1908 в селе Нёбдино Усть-Куломского уезда Вологодской губернии в многодетной крестьянской семье, был шестым ребенком из десяти детей. По национальности - коми.
После окончания семилетки учился в педагогическом техникуме в г. Усть-Сысольске (с 1926 г. - г. Сыктывкаре), позже в Ленинградском государственном университете и Ленинградском горном институте, который закончил в 1930 г. по специальности инженер-гидрогеолог. 
Трудовую деятельность начал в ЦНИГРИ, затем с 1937 г. работал в Московском геологическом управлении. Результаты более чем десятилетних исследований легли в основу кандидатской диссертации "Инженерно-геологические особенности центральных областей европейской части СССР", которую он защитил в 1943 г.
С первых дней Великой Отечественной войны  П. Н. Панюков занимался вопросами инженерно-технического обеспечения Советской Армии, участвовал в составлении комплексных инженерно-геологических карт на севере страны, работал на острове Новая Земля. После освобождения территории Подмосковного угольного бассейна П.Н. Панюкова направили на восстановление разрушенных горнодобывающих предприятий для инженерно-геологических изысканий на объектах и составления проектной геологической документации. В последующие годы на посту главного инженера проекта Московского геологического управления руководил работами по инженерно-геологическому картированию Центральных областей европейской части СССР.
С 1948 г. переходит на работу в Московский горный институт (сегодня – Горный институт НИТУ «МИСиС»), в котором П. Н. Панюков занял должность доцента кафедры геологии. В 1955 г. защитил докторскую диссертацию на тему "Вопросы инженерной геологии открытых разработок угольных месторождений", став после этого профессором кафедры геологии и маркшейдерского дела, а с 1964 г. и до конца жизни занимал должность заведующего этой кафедрой, сменив на этом посту С.В. Троянского.
Скоропостижно скончался после инфаркта 17 февраля 1974 г., кафедру возглавил Ершов В.В.

## Научная и педагогическая деятельность
П.Н. Панюков является создателем нового раздела инженерной геологии - «инженерной геологии массива горных пород», задача которого -	исследование структурных особенностей массивов пород, определяющих их прочностные и деформационных особенности и свойства. Ввел понятие "массив горных пород" в инженерную геологию и (что особенно важно) в учебную литературу и определил дальнейшее развитие инженерно-геологических знаний в горном деле как органически связанное с исследованиями свойств горных пород, а также особенностей массивов горных пород, вмещающих залежи полезных ископаемых. Он теоретически обосновал и сформулировал в научной инженерно-геологической литературе фактическое назначение инженерно-геологических изысканий, устанавливающих физико-технические свойства горных пород, возможность возникновения и характер геологических явлений и множество других аспектов инженерно-геологической обстановки строительства и эксплуатации горных предприятий. 
Сформировал новое направление в исследовании строения и свойств горных пород как объекта инженерных воздействий, возникшее на стыке физики и геологии, и получившее наименование петрофизика. На базе прочитанного в МГИ курса лекций П.Н. Панюков подготовил и выпустил три части учебного пособия по данному предмету (1966, 1968, 1973 гг.).
Большое внимание уделял подготовке учебной литературы: в 1958 и 1968 гг. вышли в свет его учебники по курсу общей геологии. Цикл лекций по курсу "Инженерная геология", который П.Н. Панюков читал студентам МГИ, явился основой учебника для горных институтов страны ("Краткий курс инженерной геологии", 1955). Дополненное новейшими сведениями о достижениях отечественной и зарубежной горной практики пособие вышло в свет в 1962 г. как учебник "Инженерная геология", который получил признание не только в нашей стране, но и за рубежом. В 1965 г. он был издан на сербскохорватском языке в Югославии, в 1981 г. книга была выпущена издательством "Мир" на испанском языке. Работа над рукописью очередного издания учебника была прервана безвременной кончиной П.Н. Панюкова. В соответствии с планом автора учебник был дописан его учениками и опубликован в 1978 г. в издательстве "Недра". 
Проявляя заботу о научных кадрах, П.Н. Панюков как научный руководитель подготовил 20 кандидатов геолого-минералогических и технических наук, создав тем самым собственную школу инженеров-геологов в горном деле. Причем для своих учеников он был настоящим Учителем, достаточно сказать, что ученики в день смерти посещали его могилу на Донском кладбище ежегодно на протяжении 32 лет.
Значительна научно-общественная деятельность П.Н. Панюкова: он был членом Научного совета АН СССР по проблемам КМА, заместителем председателя Научного совета по инженерной геологии и грунтоведению АН СССР, членом Ученого совета МГИ и специализированных советов.